# Jade Cargill
Jade Cargill (Gifford, 3 de junho de 1992) é uma lutadora profissional americana. Ela trabalha atualmente para a WWE, onde atua na marca SmackDown e é a atual Queen of the Ring. Ela foi duas vezes campeã de duplas femininas da WWE. Ela também é conhecida por seu tempo na All Elite Wrestling (AEW) de 2020 a 2023, onde foi uma vez e primeira campeã TBS da AEW; seu reinado de 508 dias é o mais longo de qualquer campeonato AEW.

## Formação
Cargill nasceu em Gifford, Flórida, em uma família de ascendência jamaicana. Ela estudou na Escola Secundária Sebastian River e na Escola Secundária Vero Beach, ajudando seus times em dois campeonatos distritais de basquete. Cargill formou-se em ciências sociais pela Universidade de Jacksonville. Durante a graduação na universidade, ela jogou basquete e foi nomeada para o primeiro time da pré-temporada do Atlantic Sun, em seu último ano. Cargill também possui mestrado em psicologia infantil.

## Carreira na luta livre profissional

### Treinamento (2019–2021)
Em abril de 2019, Cargill participou de um teste da WWE no WWE Performance Center. Posteriormente, Cargill começou a treinar na WWA4 Academy da AR Fox. Seguindo o conselho de Mark Henry, que Cargill descreveu como seu "mentor", ela foi treinar na Face 2 Face Wrestling School de Heath Miller e Richard Borger. Ela então treinou na Nightmare Factory com Q. T. Marshall e Dustin Rhodes. Sonjay Dutt e Bryan Danielson começaram a treiná-la quando chegaram à All Elite Wrestling (AEW) em 2021, a pedido do fundador e proprietário da AEW, Tony Khan.

### All Elite Wrestling (2020–2023)
Cargill fez sua estreia no wrestling profissional com a AEW em 11 de novembro de 2020, no episódio do Dynamite, interrompendo Cody Rhodes e provocando a chegada de Shaquille O'Neal. No dia seguinte, Tony Khan anunciou que Cargill havia assinado um contrato plurianual com a AEW. Ela iniciou uma rivalidade com Cody Rhodes e sua esposa Brandi, levando a uma luta de duplas entre ela e O'Neal contra Rhodes e Red Velvet em 3 de março de 2021, episódio do Dynamite; ela venceu seu primeiro combate. No episódio de 17 de março do Dynamite, Cargill fez sua primeira luta individual, derrotando Dani Jordyn. Apesar de Matt Hardy oferecer seus serviços como manager à Cargill, ele foi rejeitado em favor de Mark Sterling, que foi anunciado no episódio de 28 de maio do Dynamite.
Em outubro de 2021, foi anunciado que Cargill participaria do torneio pelo Campeonato TBS da AEW para determinar a campeã inaugural, e seria uma das quatro mulheres a receber um bye na primeira rodada. Cargill derrotou Red Velvet nas quartas de final em 24 de novembro e Thunder Rosa nas semifinais em 29 de dezembro. Na final, que aconteceu em 5 de janeiro de 2022, ela derrotou Ruby Soho para se tornar a primeira campeã TBS da AEW. Duas semanas depois, em suas primeiras defesas de título, ela derrotou Anna Jay e Julia Hart em episódios do Rampage.

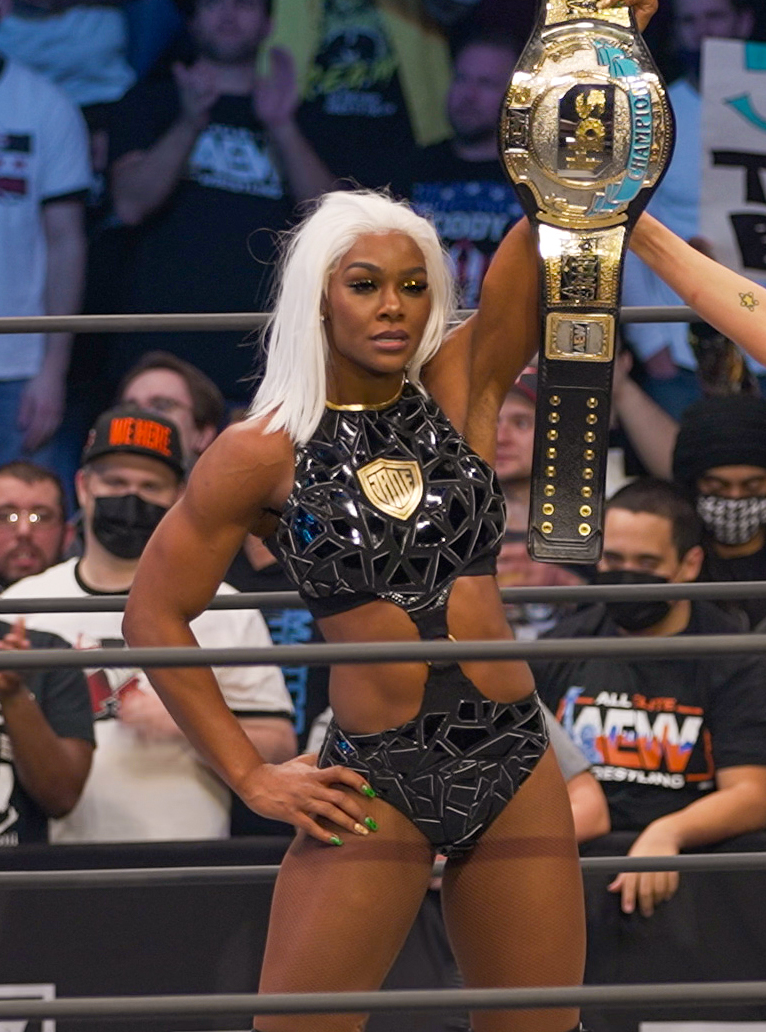
Cargill como campeã TBS da AEW; ela manteve o campeonato por 508 dias.

Ao longo do início de 2022, em vários eventos AEW, Cargill continuou sua sequência invicta e manteve seu título contra várias oponentes, mais notavelmente The Bunny, Tay Conti, Willow Nightingale e Leila Gray. Em meados de abril, ela formou seu próprio grupo chamado The Baddies, que consistia nela, Kiera Hogan e Red Velvet. Em 29 de maio no Double or Nothing, Stokely Hathaway se tornou seu novo manager, e algumas semanas depois, no final de junho, Gray tornou-se parte do grupo, substituindo Velvet, que estava lesionada. Na mesma época, Cargill entrou em uma rivalidade com a estreante Athena. As duas eventualmente se enfrentaram em uma luta pelo título no All Out em 4 de setembro, onde Jade derrotou Athena de forma avalassaladora em uma luta que durou menos de cinco minutos. Depois de  derrotar outras desafiantes como Madison Rayne e Diamante, ela começou uma rivalidade com Nyla Rose, que roubou seu cinturão do Campeonato TBS. A rivalidade entre as duas durou quase dois meses e culminou no Full Gear em 19 de novembro, onde Cargill derrotou Rose para manter seu título.
Em 5 de janeiro de 2023, Cargill atingiu a marca de um ano como campeã TBS. Na semana seguinte, em 13 de janeiro, ela se tornou a campeã com o reinado mais longo na história da AEW, com 373 dias, quebrando o recorde de 372 dias de Hikaru Shida com o Campeonato Mundial Feminino da AEW. Ela manteve o Campeonato TBS até o Double or Nothing em 28 de maio de 2023. No evento, ela venceu Taya Valkyrie em uma defesa de título programada, antes de perder o título em um desafio aberto para Kris Statlander, que fez o seu retorno, em menos de cinquenta segundos, terminando seu reinado de 508 dias e encerrando a sequência invencível de 60 lutas de Cargill. Cargill retornou no episódio de 9 de setembro do Collision atacando Statlander. No episódio de 15 de setembro do Rampage (gravado em 13 de setembro), Cargill perdeu para Statlander em uma revanche pelo título. Isso marcou a última luta de Cargill na AEW.

### WWE (2023–presente)

Cargill se aproximando do ringue em agosto de 2024.

Após a saída de Cargill da AEW, ela se apresentou ao WWE Performance Center em Orlando em setembro de 2023, com relatos de que havia assinado com a WWE. Em 26 de setembro, a WWE anunciou oficialmente que Cargill havia assinado um contrato plurianual e começado a treinar no Performance Center. Ela foi a primeira contratação da WWE sob o TKO Group Holdings. Cargill fez sua primeira aparição na programação da WWE durante o pré-show do Fastlane em 7 de outubro, onde foi mostrada chegando à arena e foi recebida pelo diretor de conteúdo da WWE e chefe de criação Triple H. Posteriormente, ela fez breves aparições no Raw, NXT e SmackDown, provocando a qual marca ela se juntaria.
Cargill fez sua estreia no ringue da WWE em 27 de janeiro de 2024 no Royal Rumble, competindo no Royal Rumble feminino. Cargill entrou na luta como número 28, eliminando Nia Jax, Becky Lynch e Naomi antes de ser eliminada pela participante número 30, Liv Morgan. No episódio de 22 de março do SmackDown, foi anunciado que Cargill havia sido designada para a marca SmackDown. No episódio de 29 de março do SmackDown, Cargill fez sua estreia e assinou seu contrato com o SmackDown. Mais tarde naquela noite, no evento principal, Cargill salvou Naomi e Bianca Belair de um ataque do Damage CTRL (Asuka, Kairi Sane e Dakota Kai). Mais tarde foi anunciado que Cargill, Naomi e Belair enfrentariam Damage CTRL em uma luta de trios na WrestleMania XL. Na WrestleMania XL, Cargill, Naomi e Belair derrotaram o Damage CTRL, após Cargill fazer o pinfall em Dakota Kai. No Backlash France, Cargill e Belair derrotaram as Kabuki Warriors para ganhar o Campeonato de Duplas Femininas da WWE. Cargill então participou do torneio Queen of the Ring de 2024; ela derrotou Piper Niven na primeira rodada, mas foi eliminada ao perder para Nia Jax nas quartas de final por desqualificação. No King and Queen of the Ring, Cargill e Belair defenderam com sucesso seus títulos contra Candice LeRae e Indi Hartwell. No Clash at the Castle: Scotland, Cargill e Belair perderam os títulos para The Unholy Union (Alba Fyre e Isla Dawn) em uma luta triple threat de duplas. No Bash in Berlin, elas recuperaram os títulos. Elas então os mantiveram no Crown Jewel. Em novembro, Cargill foi retirada da televisão após sofrer uma lesão (kayfabe), a impedindo de participar da luta WarGames no Survivor Series: WarGames. Naomi a substituiu como uma das campeãs de duplas em dezembro.

## Vida pessoal
Cargill tem um filho com o marido, o ex-segunda base do Cincinnati Reds, Brandon Phillips. Em março de 2023, Cargill e Phillips foram anunciadas como proprietários da Texas Smoke, a quarta franquia da Women's Professional Fastpitch (WPF), com sede em Austin, Texas.
A Cargill creditou a falecida lutadora Chyna e a personagem dos X-Men, Storm, como suas inspirações. Ela também citou Jacqueline Moore e Jazz entre suas lutadoras favoritas.

## Outras mídias

### Televisão
| Ano  | Título                | Papel     | Notas                                         | Ref. |
| ---- | --------------------- | --------- | --------------------------------------------- | ---- |
| 2021 | Rhodes to the Top     | Ela mesma |                                               | —    |
| 2024 | Celebrity Family Feud | Ela mesma | Episódio: "Homens da WWE vs. Mulheres da WWE" | —    |

### Videogames
| Ano  | Título            | Notas                      | Ref.          |
| ---- | ----------------- | -------------------------- | ------------- |
| 2023 | AEW Fight Forever | Estreia em videogames      | [ 83 ]        |
| 2024 | WWE 2K24          | Global Superstars Pack DLC | [ 84 ] [ 85 ] |
| 2025 | WWE 2K25          | —                          | [ 86 ]        |

## Títulos e prêmios
- All Elite Wrestling
  - Campeonato TBS da AEW (1 vez)[87]
  - Torneio do Campeonato TBS (2022)[31]
  - Prêmio AEW Dynamite (1 vez)

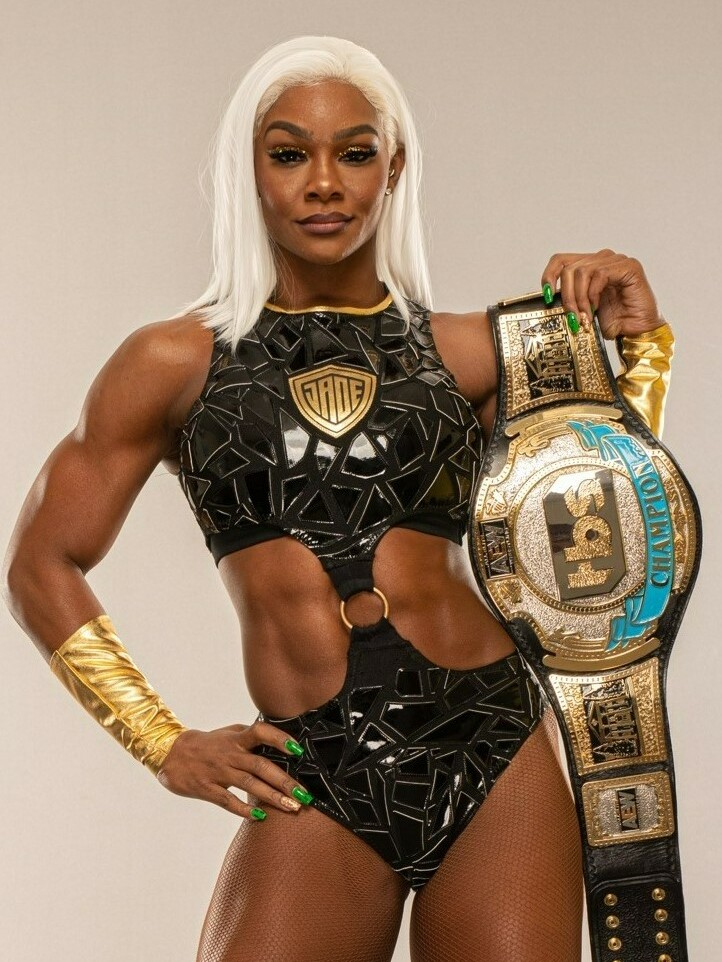
Cargill foi a primeira Campeã TBS da AEW e detém o recorde do reinado mais longo de qualquer campeonato da AEW, com 508 dias.

    - Estrela Revelação – Feminino (2022)[88]
- Pro Wrestling Illustrated
  - PWI a colocou na #5ª posição das 150 melhores lutadoras individuais no PWI Women's 150 em 2022.[89]
  - PWI a colocou na #1ª posição das 100 melhores duplas no PWI Tag Team 100 em 2024 – com Bianca Belair[90]
  - Novata do Ano (2021)[91]
  - Dupla do Ano em 2024 – com Bianca Belair[92]
- Wrestling Observer Newsletter
  - Novata do Ano (2021)[93]
- WWE
  - Campeonato de Duplas Femininas da WWE (2 vezes) – com Bianca Belair[68]
  - Queen of the Ring (2025)
  - Slammy Award
    - Dupla do Ano (2025) – com Bianca Belair[94]